# Daxi (köpinghuvudort i Kina, Zhejiang Sheng, lat 28,47, long 121,25)
Daxi (kinesiska: 大溪, 大溪镇) är en köpinghuvudort i Kina. Den ligger i provinsen Zhejiang, i den östra delen av landet, omkring 220 kilometer sydost om provinshuvudstaden Hangzhou. Antalet invånare är 163 986. Befolkningen består av 76 779 kvinnor och 87 207 män. Barn under 15 år utgör 13,0 %, vuxna 15-64 år 77 %, och äldre över 65 år 8,0 %.
Runt Daxi är det mycket tätbefolkat, med 1 177 invånare per kvadratkilometer. Närmaste större samhälle är Luqiao, 17,6 km nordost om Daxi. Trakten runt Daxi består till största delen av jordbruksmark.
Genomsnittlig årsnederbörd är 2 023 millimeter. Den regnigaste månaden är juni, med i genomsnitt 334 mm nederbörd, och den torraste är januari, med 74 mm nederbörd.